# Mestre Moraes
Pedro Moraes Trindade (Salvador, 9 de fevereiro de 1950), mais conhecido como Mestre Moraes, é um notório mestre e difusor da Capoeira Angola pós-Pastinha.
Começou a treinar por volta dos oito anos na academia de Mestre Pastinha, levado por seu vizinho que viu o garoto a fazer seus próprios berimbaus. Mestre Moraes foi aluno de Mestre João Grande e João Pequeno que eram grandes discípulos de Mestre Pastinha. Sua influência musical na Capoeira foi Mestre Traíra.
Por volta dos anos 80, na intenção de preservar e transmitir os ensinamentos de seus mestres, fundou o GCAP - Grupo de Capoeira Angola Pelourinho - na tentativa de resgatar a filosofia da capoeira em suas raízes africanas, que havia perdido seu valor para o lado comercial das artes-marciais.
Atualmente vive em Salvador, Bahia e divide seu tempo entre lecionar Inglês e Português numa escola pública, e presidir os projetos culturais da GCAP.